# Габерцеттель, Пётр Иванович
Пётр Иванович Габерцеттель (1792—1851) — российский архитектор. Автор ряда зданий в Санкт-Петербурге.

## Биография
Сын камер-музыканта Дирекции Императорских театров Иоганна-Леопольда Габерцетеля, дядя архитектора Ф. И. Габерцетеля. В 1800 году поступил в Императорскую Академию художеств. За время обучения получил малую серебряную медаль (1813). В 1815 году выпущен с аттестатом I степени.
В Комитете строений и гидравлических работ занимал должность начальника чертежной. Надворный советник.
Скончался 17 (29) ноября 1851 года, похоронен на Волковском лютеранском кладбище в Санкт-Петербурге.

## Проекты и постройки
- Дом призрения бедных в память императрицы Александры Фёдоровны. Средний проспект Васильевского острова, 55 (1825, перестроен)[4];
- Дом Лихардовой. Набережная реки Фонтанки, 107 (1826)[1][5];
- Дом Мичуриных. 1-я линия ВО, 40 — улица Репина, 41 (1830)[6][7];
- Дом С. П. Неклюдова. Набережная Кутузова, 14 — Шпалерная улица, 8 (1832)[1][8][9];
- Дом А. Ильиной (расширение, надстройка). Средний проспект ВО, 37 — 8-я Линия, 47 (1830—1835)[10];
- Доходный дом А. Н. Шлегель (служебные флигели). Гороховая улица, 39 (1839)[11];
- Дом Альбрехт. Улица Правды, 1 — Разъезжая улица, 11 (1827—1828, перестроен)[12];
- Дом А. С. Рогова. Невский проспект, 36 (1824—1825, совместно с архитектором А. И. Постниковым; перестроен)[13];
- Доходный дом Кохендорферов (надстройка и расширение по площади). Казанская улица, 2 — Казанская площадь, 1 (1835, совместно с архитектором П. М. Карлесом; перестроен)[14];
- Жилой дом. 8-я линия, 49 (1830-е, надстроен)[15];
- Доходный дом А. Р. и Р. А. Гедике. Большой проспект Васильевского острова, 29 — 8-я линия, 21 (1836, надстроен)[1][16];
- Доходный дом. Набережная реки Фонтанки, 133 — Никольский переулок, 9 (1836, перестроен)[1];
- Жилой дом. Гагаринская улица, 30 (1837)[1].
- Ремонт и перестройка Литовского замка (1841—1849, не сохранился)[17].
- Доходный дом (флигель). 4-я Советская улица, 14 (1851)[18]